# Gertrud Džekil
Gertrud Džekil (engl. Gertrude Jekyll; London, 29. novembar 1843 — Sari, 8. decembar 1932) bila je uticajni britanski hortikulturista, umetnik i pisac. Ona je kreirala preko 400 bašti u Ujedinjenom Kraljevstvu, Evropi i Sjedinjenim Američkim Državama, a napisala je preko 1000 članaka za časopise kao što je Bašte Vilijama Robinsona (William Robinson's The Garden).

## Detinjstvo
Gertrud je rođena u Londonu, kao peto od sedmoro dece kapetana Edvarda Džozefa Džekila. Njen mlađi brat, Valter Džekil, bio je prijatelj Robertu Stivensonu, koji je pozajmio porodično prezime za svoj čuveni roman Čudni slučaj doktora Džekila i gospodina Hajda.
Godine 1848, njena porodica je napustila London i preselila se u Sari.

## Projekti
Džekil je bila jedna polovina jednog od najuticajnijih partnerstava u pokretu Arts and Crafts (Umetnost i zanatstvo), zahvaljujući saradnji sa britanskim arhitektom Edvinom Latjensom, za čije projekte je stvorila brojne pejzaže. Latjens je dizajnirao njen dom u Sariju. 1900. Latjens i njen brat Herbert su dizajnirali britanski paviljon za parisku izložbu. Njen rad je poznat po svojoj blistavoj boji.
Ona je bila zainteresovana i za tradicionalni nameštaj i seoske zanate, zabrinuta zbog njihovog nestajanja.
Njena knjiga Stari zapadni Sari (1904) beleži mnoge aspekte života zemlje tokom 19. veka, sa preko 300 fotografija koje je napravila Džekil.
U delu poput Šema boja za Cvetni vrt, stavila je pečat na savremenu upotrebu "toplih" i "hladnih" boja cveća u vrtu.

## Priznanja
Nagrađena je Vič spomen medaljom časti (Veitch Memorial Medal) i Viktorijinom medaljom časti (Victoria Medal of Honour) iz kraljevskog hortikulturnog društva.

## Smrt
Sahranjena je u porti crkve Basbridž (Busbridge Church), pored svoga brata i sestre. Spomenik je projektovao Edvin Latjens.